# José Villar Fernández
José Villar Fernández, conosciuto anche come Pepe Villar (Vigo, 20 agosto 1928 – 27 giugno 2007), è stato un allenatore di calcio e calciatore spagnolo di ruolo difensore.